# Johann Nicolaus Funck
Pour les articles homonymes, voir Funck.
Johann Nicolaus Funck (nom latinisé en Funccius) est un humaniste allemand né à Marbourg le 29 mars 1693 et mort à Rinteln le 26 décembre 1777. Il a été professeur et bibliothécaire du collège de Rinteln. 

## Biographie
Il a laissé de remarquables travaux de philologie, entre autres une série de livres sur les vicissitudes successives de la langue latine.

## Œuvres principales
- De Origine linguæ latinæ, Giessen, 1720
- De Pueritia linguæ latinæ, 1720
- De Adolescentia linguæ lat., 1723
- De Virili ætate lang. lat., 1737
- De Senectute ling. lat., 1744-50
- Pro Phaedro eiusque Fabulis Apologia. - Lipsia u.a.: Striederus, 1747
- Io. Nicolaus Funccius, ordinarius eloquentiae professor, B. L. S. D.: Programma invitatorium ad orationem Iohannis Conradi Heitheckeri: quo simul agitur de summis solicitudinibus, quas historiae.... Rintelium : Enax, 1733
- Quum serenissimus princeps ac dominus, dominus Fridericus, Hassiae landgravius ... cum ... Maria ... augusta nuptiarum solemnia celebraret ... fausta et felicia quaeque apprecatur Iohannes Nicolaus.... Rintelium : Enax, 1740
- Ad audiendam orationem de glorioso Iesu Christi coelum ingredientis triumpho ... invitat Ioh. Nicolaus Funccius : [praefatus de Veterum triumphis]. Rintelium : Enax, 1735
- Leges XII tabularum, fragmentis restitutæ et illustralæ (1744)

## Source
- Grand Dictionnaire universel du XIXe siècle
- (de) Friedrich August Eckstein, « Funck, Johann Nicolaus », dans Allgemeine Deutsche Biographie (ADB), vol. 8, Leipzig, Duncker & Humblot, 1878, p. 199-200